# Judson C. Clements

Judson C. Clements

Judson Claudius Clements (* 12. Februar 1846 bei Villanow, Walker County, Georgia; † 18. Juni 1917 in Washington, D.C.) war ein US-amerikanischer Politiker. Zwischen 1881 und 1891 vertrat er den Bundesstaat Georgia im US-Repräsentantenhaus.

## Werdegang
Judson Clements besuchte die öffentlichen Schulen seiner Heimat. Mit knapp 18 Jahren trat er im Januar 1864 während des Amerikanischen Bürgerkrieges in das konföderierten Heeres ein. Im Juli 1864 wurde er bei den Kämpfen um Atlanta verwundet. Am Ende des Krieges bekleidete er den Rang eines First Lieutenants im First Regiment der Georgia State Troops.
Nach einem Jurastudium an der Cumberland University in Lebanon (Tennessee) und seiner im Jahr 1869 erfolgten Zulassung als Rechtsanwalt begann er in LaFayette in seinem neuen Beruf zu arbeiten. In den Jahren 1871 und 1872 war er im dortigen Walker County Schulbeauftragter (School commissioner).
Politisch war Clements Mitglied der Demokratischen Partei. Zwischen 1872 und 1876 saß er als Abgeordneter im Repräsentantenhaus von Georgia; von 1877 bis 1880 gehörte er dem Staatssenat an. Bei den Kongresswahlen des Jahres 1880 wurde er im siebten Wahlbezirk von Georgia in das US-Repräsentantenhaus in Washington gewählt, wo er am 4. März 1881 die Nachfolge von William Harrell Felton antrat. Nach vier Wiederwahlen konnte er bis zum 3. März 1891 fünf Legislaturperioden im Kongress absolvieren. Im Jahr 1890 verzichtete Clements auf eine erneute Kandidatur. Gegen Ende seiner Amtszeit war er damit beauftragt Grundstücke zu erwerben, die heute den Chickamauga and Chattanooga National Military Park bilden.
Am 9. März 1892 nominierte ihn Präsident Benjamin Harrison für den vakanten Sitz von Walter L. Bragg in die Regulierungsbehörde für den Schienenverkehr Interstate Commerce Commission mit einer Amtszeit bis zum 31. Dezember 1894. Er wurde am 16. März vom US-Senat bestätigt und trat unmittelbar darauf sein Amt an. 1894, 1900, 1906 und 1913 wurde er stets wiedernominiert und bestätigt. Vom 12. Dezember 1910  bis zum 9. Januar 1912 war er turnusgemäß Vorsitzender der Behörde. Er galt als einer der Konservativen in der Kommission und war für eine starke Kontrolle der Bahngesellschaften durch die Regierung.
Er starb am 18. Juni 1917. Sein Nachfolger in der ICC wurde Robert W. Woolley.